# 津川貴久
津川 貴久（つがわ たかひさ）は、日本の外交官。在ベナン日本国大使(2020-2023)

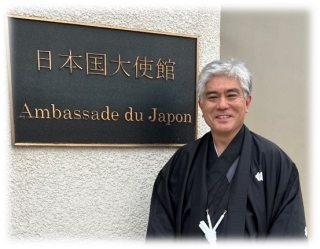
外務省より公表された公式肖像画像

## 略歴
- 東京大学教養学部教養学科卒業（1987年3月）[2]
- フランス国立行政学院（ENA）国際課程修了（1990年ジャン・モネ期）[2]
- 1987年4月: 外務省入省[2]
- 1990年～1992年: 欧州共同体（EC）日本政府代表部　三等書記官[2]
- 2000年～2002年: 在フランス日本国大使館　一等書記官[2]
- 2001年11月: 第31回ユネスコ総会　財務・行政（FA）委員会報告者（ラポルトゥール）[2]
- 2002年～2004年: 在ブラジル日本国大使館　参事官[2]
- 2004年～2006年: 内閣官房イラク復興支援推進室企画調整官[2]
- 2006年～2008年: 外務省広報文化交流部人物交流室長[2]
- 2008年～2010年: 経済産業省貿易経済協力局貿易管理部貿易審査課長[2]
- 2010年～2012年: 在チュニジア日本国大使館　公使参事官[2]
- 2012年～2015年: 在フランス日本国大使館　公使[2]
- 2015年～2017年: 在カンボジア日本国大使館　公使[2]
  - アンコール遺跡救済国際委員会（ICC-Angkor）技術委員会共同議長[2]
- 2017年～2020年: 外国人技能実習機構（OTIT）国際部長[2]
- 2020年7月〜2023年9月: ベナン国駐劄特命全権大使[2]
- 2023年10月〜 独立行政法人農畜産業振興機構理事[3]

## 同期
- 阿部康次（22年：駐マダガスカル大使（コモロ兼轄）、19年：フランス公使）
- 飯島俊郎（19年：宮内庁式部副長、18年：経済局審議官、16年：総合外交政策局参事官）
- 石塚英樹（23年：ジョージア大使）
- 伊澤修（25年:北大西洋条約機構（NATO）日本政府代表部大使 22年：セネガル大使）
- 植野篤志（22年：カンボジア大使、20年：国際協力局長）
- 岡野正敬（25年:国家安全保障局長 23年：外務事務次官、22年：内閣官房副長官補、21年：総合外交政策局長、19年：国際法局長）
- 小和田雅子（皇后雅子）（19年：立后、93年：皇太子妃冊立）
- 紀谷昌彦（22年：ASEAN大使、19年：シドニー総領事、17年：政策立案参事官、15年：南スーダン大使）
- 志野光子（24年：ドイツ大使、22年：国際連合日本政府代表部特命全権大使、21年：儀典長）
- 柴田裕憲（23年：エチオピア大使、20年国際協力機構理事）
- 高橋克彦（24年:政府代表・特命全権大使（国際経済・貿易担当ほか） 21年：マレーシア大使、19年：中東アフリカ局長）
- 塚田玉樹（23年：イラン大使、20年：米国特命全権公使、19年：地球規模課題審議官）
- 中川弘一（22年：在コルカタ総領事）
- 中川勉（23年：アフリカ連合代表部大使、21年：出入国在留管理庁審議官、18年：デトロイト総領事）
- 中田昌宏（22年：スイス公使）
- 中村和人（24年:キューバ大使 22年：ニカラグア大使）
- 中村耕一郎（24年：エストニア大使、21年：内閣情報調査室内閣衛星情報センター分析部長、18年：ウラジオストク総領事）
- 早川修（24年：ドミニカ共和国大使、22年：立命館アジア太平洋大学教授）
- 樋口義広（19年：マダガスカル大使）
- 松浦博司（24年：ケニア大使、20年：イギリス公使）
- 松田弥生（05年：弁護士）
- 丸山浩平（22年：在バンクーバー総領事、19年在釜山総領事）
- 本清耕造（24年：メキシコ大使、21年：在ジュネーブ国際機関日本政府代表部次席常駐代表、20年：軍縮不拡散・科学部長）
- 山内弘志（22年：アルゼンチン大使、21年：国際情報統括官）